# Euphorbia atrox
Euphorbia atrox là một loài thực vật có hoa trong họ Đại kích. Loài này được F.K.Horw. ex S.Carter mô tả khoa học đầu tiên năm 1992.